# Benelux Tour 2024
Die Renewi Tour 2024 war die 20. Austragung des Etappenrennens in den Benelux-Staaten. Das Radrennen fand vom 28. August bis zum 1. September im Rahmen von fünf Etappen statt und war Teil der UCI WorldTour 2024. Im Jahr 2024 überschnitt sich die Renewi Tour mit der Vuelta a España.
Den Gesamtsieg sicherte sich der Belgier Tim Wellens (UAE Team Emirates), der sich mit einem Vorsprung von 40 Sekunden vor Alec Segaert (Lotto Dstny) durch, der die Nachwuchswertung für sich entschied. Der dritte Gesamtrang ging an Per Strand Hagenes (Team Visma-Lease a Bike). In der Punktewertung setzte sich Jasper Philipsen (Alpecin-Deceuninck) durch, während Jordy Bouts (TDT-Unibet Cycling Team) die Wertung des aktivsten Fahrers für sich entschied. Die Mannschaftswertung gewann das Team Visma-Lease a Bike.

## Streckenführung
Insgesamt legten die Fahrer auf den fünf Etappen 745,5 Kilometer zurück. Es standen drei flache und eine hüglige Etappe sowie ein Einzelzeitfahren auf dem Programm. Die Rundfahrt startete in Limburg und führte sowohl durch den belgischen als auch den niederländischen Teil der Region. Am zweiten Tag stand ein 15,4 Kilometer langes Einzelzeitfahren auf dem Programm, das im niederländischen Tessenderlo ausgetragen wurde. Im Anschluss folgten zwei flache Abschnitte, wobei die Zielankünfte in Ardooie und Aalter erfolgten. Die letzte Etappe endete in der flämischen Gemeinde Geraardsbergen am Fuße der Mauer von Geraardsbergen. Zuvor mussten mehrere bekannte Kopfsteinpflaster-Anstiege befahren werden. Der höchste Punkt der großteils flachen Streckenführung wurde auf einer Höhe von 161 Metern auf der Hoogbergstraat nahe Ronse erreicht.
| Etappe         | Datum               | Strecke                   | Typ                 | km    |
| -------------- | ------------------- | ------------------------- | ------------------- | ----- |
| 1              | Mi, 28. August 2024 | Riemst – Bilzen           | Mittelgebirgsetappe | 163,6 |
| 2              | Do, 29. August 2024 | Tessenderlo – Tessenderlo | Einzelzeitfahren    | 15,4  |
| 3              | Fr, 30. August 2024 | Blankenberge – Ardooie    | Flachetappe         | 185,5 |
| 4              | Sa, 31. August 2024 | Oostburg – Aalter         | Flachetappe         | 178,5 |
| 5              | So, 1. August 2024  | Menen – Geraardsbergen    | Mittelgebirgsetappe | 202,5 |
| Gesamtdistanz: | Gesamtdistanz:      | Gesamtdistanz:            | Gesamtdistanz:      | 745,5 |

## Reglement
Im Rahmen der 20. Auflage wurden Trikots für die Gesamtwertung (blau), Punktewertung (türkis), Nachwuchswertung (rot) und den aktivsten Fahrer (weiß) vergeben. Im Rahmen der Zwischensprints gab es die Möglichkeit Punkte für die Wertung des aktivsten Fahrers zu sammeln. Die Zwischensprints hatten jedoch keine Auswirkung auf die Sprintwertung. Für die Teamwertung wurden die Zeiten der drei besten Fahrer pro Etappe zusammengezählt. Während den Etappen gab es die Möglichkeit, Zeitbonifikationen zu gewinnen, um sich in der Gesamtwertung zu verbessern. Eine Besonderheit der Benelux Tour war der „Green Kilometer“ bei dem innerhalb von einem Kilometer dreimal Zeitbonifikation vergeben wurden. Die Vergabe der Sekunden sowie der Punkte für die Wertungen wird in der folgenden Tabelle erklärt.
|                  |                   | 1. | 2. | 3. | 4. | 5. | 6. | 7. | 8. | 9. | 10. | Platz    |
| Punktewertung    | Zielankunft       | 30 | 25 | 22 | 19 | 17 | 15 | 13 | 12 | 11 | 10  | Punkte   |
| aktivster Fahrer | Zwischensprint    | 12 | 10 | 8  | 6  | 4  |    |    |    |    |     | Punkte   |
| Bonussekununden  | Zielankunft       | 10 | 6  | 4  |    |    |    |    |    |    |     | Sekunden |
| Bonussekununden  | Green Kilometer 1 | 3  | 2  | 1  |    |    |    |    |    |    |     | Sekunden |
| Bonussekununden  | Green Kilometer 2 | 3  | 2  | 1  |    |    |    |    |    |    |     | Sekunden |
| Bonussekununden  | Green Kilometer 3 | 3  | 2  | 1  |    |    |    |    |    |    |     | Sekunden |

## Teilnehmende Mannschaften und Fahrer
Neben den 18 UCI WorldTeams gingen auch fünf UCI ProTeams bei der Rundfahrt an den Start. Für jede Mannschaft waren sieben Fahrer startberechtigt.
Als Favoriten galten in erster Linie Klassiker-Spezialisten mit Zeitfahrqualitäten. Zu nennen waren der amtierende Weltmeister Mathieu van der Poel (Alpecin-Deceuninck), sowie Geraint Thomas, Filippo Ganna (beide Ineos Grenadiers), Tim Wellens (UAE Team Emirates), Matej Mohorič (Bahrain Victorious), Arnaud De Lie (Lotto Dstny), Christophe Laporte (Team Visma-Lease a Bike), Jasper Stuyven (Lidl-Trek) und Matteo Trentin (Tudor Pro Cycling Team).
Mit Jasper Philipsen (Alpecin-Deceuninck), Tim Merlier (Soudal Quick-Step), Biniam Girmay (Intermarché-Wanty), Jonathan Milan (Lidl-Trek), Dylan Groenewegen (Team Jayco AlUla), Olav Kooij (Team Visma-Lease a Bike), Fabio Jakobsen (Team dsm-firmenich PostNL), Sam Welsford (Red Bull–Bora–Hansgrohe), Arnaud Démare (Arkéa-B&B Hotels), Sam Bennett (Decathlon AG2R La Mondiale Team) und Phil Bauhaus (Bahrain Victorious) standen mehrere Top-Sprinter am Start.
| UCI WorldTeams | UCI WorldTeams                  | UCI WorldTeams | UCI WorldTeams          | UCI WorldTeams | UCI WorldTeams            | UCI ProTeams | UCI ProTeams            |
| -------------- | ------------------------------- | -------------- | ----------------------- | -------------- | ------------------------- | ------------ | ----------------------- |
| ADC            | Alpecin-Deceuninck              | GFC            | Groupama-FDJ            | DFP            | Team dsm-firmenich PostNL | BWB          | Bingoal WB              |
| ARK            | Arkéa-B&B Hotels                | IGD            | Ineos Grenadiers        | JAY            | Team Jayco AlUla          | TFB          | Team Flanders-Baloise   |
| AST            | Astana Qazaqstan Team           | IWA            | Intermarché-Wanty       | TVL            | Team Visma-Lease a Bike   | LDT          | Lotto Dstny             |
| TBV            | Bahrain Victorious              | LTK            | Lidl-Trek               | UAD            | UAE Team Emirates         | TDT          | TDT-Unibet Cycling Team |
| COF            | Cofidis                         | MOV            | Movistar Team           |                |                           | TUD          | Tudor Pro Cycling Team  |
| DAT            | Decathlon AG2R La Mondiale Team | RBH            | Red Bull–Bora–Hansgrohe |                |                           |              |                         |
| EFE            | EF Education-EasyPost           | SOQ            | Soudal Quick-Step       |                |                           |              |                         |

## Rennverlauf und Ergebnisse
Die 1. Etappe endete in einem Massensprint, den der Italiener Jonathan Milan (Lidl-Trek) vor Jasper Philipsen (Alpecin-Deceuninck) und Axel Zingle (Cofidis) gewann. Der Italiener übernahm zudem die Führung in der Gesamtwertung.
Im Einzelzeitfahren der 2. Etappe setzte sich der 21-jährige Belgier Alec Segaert (Lotto Dstny) durch, der zugleich die Gesamtführung übernahm. Er absolvierte die 15,4 Kilometer sieben Sekunden schneller als Magnus Sheffield (Ineos Grenadiers) und zehn Sekunden schneller als Stefan Bissegger (EF Education-EasyPost).
Die 3. Etappe endet erneut in einem Massensprint, wobei sich erneut Jonathan Milan vor Jasper Philipsen durchsetzte. Platz drei ging diesmal an den Deutschen Max Walscheid (Jayco AlUla). In der Gesamtwertung brachte der dritte Abschnitt keine nennenswerten Veränderungen, wobei Alec Segaert weiterhin sieben Sekunden vor Magnus Sheffield und elf Sekunden vor Tobias Foss (beide Ineos Grenadiers) lag.
Auf der 4. Etappe bildete sich lange keine Fluchtgruppe, wobei das Hauptfeld immer wieder in mehrere kleinere Gruppen zerfiel. Im Finale kam es zu einem Sprint, den Jasper Philipsen vor Christophe Laporte (Visma-Lease a Bike) und Arnaud De Lie (Lotto Dstny) gewann.
Die 5. Etappe brachte den erwarteten Kampf um die Gesamtwertung, wobei sich Tim Wellens (UAE Team Emirates) in der letzten Überfahrt der Mauer von Geraardsbergen rund 25 Kilometer vor dem Ziel gemeinsam mit Arnaud De Lie absetzen konnte. Mit dem Norweger Per Strand Hagenes (Visma-Lease a Bike) schloss wenig später ein dritter Fahrer zu dem Führungs-Duo auf, ehe die Zeitbonifikationen des Green Kilometer in der Auffahrt des Bosberg vergeben wurden. Tim Wellens sicherte sich acht Sekunden und halbierte somit bereits seinen Rückstand gegenüber dem gesamtführenden Alec Segaert, der zu diesem Zeitpunkt in der ersten Verfolgergruppe fuhr. Im Gegensatz zu Stan Dewulf (Decathlon AG2R La Mondiale), Matej Mohorič (Bahrain Victorious), Rick Pluimers (Tudor) und Valentin Madouas (Groupama-FDJ) konnte er die Lücke zu der Spitzengruppe jedoch nicht mehr schließen. Die Entscheidung fiel im Kopfsteinpflaster-Anstieg der Denderoordstraat, wo sich Tim Wellens und Arnaud De Lie erneut als stärkste Fahrer erwiesen. Die beiden setzten sich rund sechs Kilometer vor dem Ziel von ihren Fluchtgefährten ab, ehe Arnaud De Lie die Etappe gewann und sich Tim Wellens als Zweiter die Gesamtwertung sicherte. Schlussendlich betrug sein Vorsprung auf Alec Segaert 40 Sekunden, wobei Per Strand Hagenes mit 42 Sekunden Rückstand Gesamtdritter wurde.
Etappe 1: Riemst – Bilzen (163,6 km)
Die erste Etappe wurde auf einem Rundkurs in der Provinz Limburg ausgetragen, wobei Riemst als Start- und Bilzen als Zielort diente. Der 60 Kilometer lange Rundkurs musste dabei rund drei Mal im Uhrzeigersinn absolviert werden. Auf den ersten Kilometer ging es über Zichen-Zussen-Bolder in Richtung Westen, ehe es auf der N671 auf die Côte de Hallembaye (128 m) ging, die bei den Kilometermarken 6,2, 66,2 und 126,2 überquert wurde. Kurz zuvor wurde auf den ersten beiden Runden ein Zwischensprint am Ende der Steigung ausgefahren. Nach einer kurzen Abfahrt begann die Straße auf der N618 erneut anzusteigen, ehe es bergab nach Bassenge ging. In der Steigung befand sich in der letzten Runde zwischen dem Kilometer 131,6 und 132,6 der „Green Kilometer“.  Hier teilten sich die Ausreißer Ceriel Desal, Loïc Vliegen (beide Bingoal WB), Axel Huens, Jordy Bouts (beide TDT-Unibet) und Lars Craps (Flanders-Baloise) die Bonussekunden auf. In Roclenge-sur-Geer folgte die Auffahrt auf die Côte sur les Coteaux (147 m) auf der Rue sur les Coteaux, die für 1,7 Kilometer im Schnitt mit 4,1 % anstieg und nach Millen führte. Die letzten 25,8 Kilometer führten über Sluizen vorbei an Tongeren nach Rijkhoven. Im Finale wurde das Schloss Alden Biesen passiert, bevor die Fahrer rechts auf die N745 abbogen, ehe das Ziel in der Ortschaft Grote-Spouwen auf der Rode Kruislaan erreicht wurde. Diese stieg auf den letzten Metern leicht an. Im Finale kam es zu mehreren Stürze, ehe die Etappe in einem Massensprint endete.
| Platz | Fahrer              | Nation | Team                    | Zeit                   |
| ----- | ------------------- | ------ | ----------------------- | ---------------------- |
| 01.   | Jonathan Milan      | ITA    | Lidl-Trek               | 3:41:01 h (44,41 km/h) |
| 02.   | Jasper Philipsen    | BEL    | Alpecin-Deceuninck      | "                      |
| 03.   | Axel Zingle         | FRA    | Cofidis                 | "                      |
| 04.   | Dylan Groenewegen   | NED    | Team Jayco AlUla        | "                      |
| 05.   | Paul Penhoët        | FRA    | Groupama-FDJ            | "                      |
| 06.   | Gerben Thijssen     | BEL    | Intermarché-Wanty       | "                      |
| 07.   | Matteo Trentin      | ITA    | Tudor Pro Cycling Team  | "                      |
| 08.   | Elia Viviani        | ITA    | Ineos Grenadiers        | "                      |
| 09.   | Davide Bomboi       | BEL    | TDT-Unibet Cycling Team | "                      |
| 010.  | Iván García Cortina | ESP    | Movistar Team           | "                      |

| Platz | Fahrer            | Nation | Team                    | Zeit       |
| ----- | ----------------- | ------ | ----------------------- | ---------- |
| 01.   | Jonathan Milan    | ITA    | Lidl-Trek               | 3:40:51 h  |
| 02.   | Jasper Philipsen  | BEL    | Alpecin-Deceuninck      | + 0:04 min |
| 03.   | Axel Huens        | FRA    | TDT-Unibet Cycling Team | "          |
| 04.   | Ceriel Desal      | BEL    | Bingoal WB              | + 0:05 min |
| 05.   | Axel Zingle       | FRA    | Cofidis                 | + 0:06 min |
| 06.   | Jordy Bouts       | BEL    | TDT-Unibet Cycling Team | + 0:07 min |
| 07.   | Dylan Groenewegen | NED    | Team Jayco AlUla        | + 0:10 min |
| 08.   | Paul Penhoët      | FRA    | Groupama-FDJ            | "          |
| 09.   | Gerben Thijssen   | BEL    | Intermarché-Wanty       | "          |
| 10.   | Matteo Trentin    | ITA    | Tudor Pro Cycling Team  | "          |

Etappe 2: Tessenderlo – Tessenderlo (15,4 km)
Die zweite Etappe wurde im Rahmen eines 15,4 Kilometer langen Einzelzeitfahrens mit Start und Ziel in Tessenderlo ausgetragen. Der Start erfolgte auf dem Schoterweg unweit der Sint Martinuskerk. Die Strecke führte nun über mehrere Kurven in Richtung Südwesten, ehe die N174 erreicht wurde. Nun ging es in die nördliche Ortschaft Schoot, wo bei Kilometer 9,3 die einzige Zwischenzeit genommen wurde. Über die Wetsberg und Baal ging es zurück nach Tessenderlo, das aus nördlicher Richtung erreicht wurde. Das Ziel befand sich auf der Stationsstraat neben der Sint Martinuskerk.
| Platz | Fahrer                | Nation | Team                    | Zeit                   |
| ----- | --------------------- | ------ | ----------------------- | ---------------------- |
| 01.   | Alec Segaert          | BEL    | Lotto Dstny             | 00:16:59 h (54,4 km/h) |
| 02.   | Magnus Sheffield      | USA    | Ineos Grenadiers        | + 0:07 min             |
| 03.   | Stefan Bissegger      | SUI    | EF Education-EasyPost   | + 0:10 min             |
| 04.   | Tobias Foss           | NOR    | Ineos Grenadiers        | + 0:11 min             |
| 05.   | Tim Wellens           | BEL    | UAE Team Emirates       | + 0:16 min             |
| 06.   | Ben Turner            | GBR    | Ineos Grenadiers        | + 0:22 min             |
| 07.   | Christophe Laporte    | FRA    | Team Visma-Lease a Bike | + 0:23 min             |
| 08.   | Filip Maciejuk        | POL    | Red Bull–Bora–Hansgrohe | + 0:26 min             |
| 09.   | Maximilian Schachmann | GER    | Red Bull–Bora–Hansgrohe | + 0:27 min             |
| 10.   | Alberto Bettiol       | ITA    | Astana Qazaqstan Team   | + 0:28 min             |

| Platz | Fahrer                | Nation | Team                    | Zeit       |
| ----- | --------------------- | ------ | ----------------------- | ---------- |
| 01.   | Alec Segaert          | BEL    | Lotto Dstny             | 3:58:00 h  |
| 02.   | Magnus Sheffield      | USA    | Ineos Grenadiers        | + 0:07 min |
| 03.   | Tobias Foss           | NOR    | Ineos Grenadiers        | + 0:11 min |
| 04.   | Tim Wellens           | BEL    | UAE Team Emirates       | + 0:16 min |
| 05.   | Ben Turner            | GBR    | Ineos Grenadiers        | + 0:22 min |
| 06.   | Christophe Laporte    | FRA    | Team Visma-Lease a Bike | + 0:23 min |
| 07.   | Maximilian Schachmann | GER    | Red Bull–Bora–Hansgrohe | + 0:27 min |
| 08.   | Alberto Bettiol       | ITA    | Astana Qazaqstan Team   | + 0:28 min |
| 09.   | Rémi Cavagna          | FRA    | Movistar Team           | + 0:30 min |
| 10.   | Per Strand Hagenes    | NOR    | Team Visma-Lease a Bike | + 0:32 min |

Etappe 3: Blankenberge – Ardooie (185,5 km)
Die dritte Etappe startete in Blankenberge und führte auf flachem Terrain nach Ardooie, wo das Finale auf einem Rundkurs ausgefahren wurde. Der Start erfolgte an der Nordseeküste, wobei die ersten Kilometer auf einem Rundkurs ausgefahren wurden, der über Wenduine und Zuienkerke zurück nach Blankenberge führte. Hier wurde nach 15 Kilometern der erste Zwischensprint ausgefahren. In diesem setzte sich der Franzose Axel Huens (TDT-Unibet) durch, der sich in der Anfangsphase gemeinsam mit  seinem Teamkollegen Jordy Bouts, sowie Aaron Van Poucke, Ward Vanhoof (Flanders-Baloise) und Warre Vangheluwe (Soudal Quick-Step) abgesetzt hatte. Nun ging es auf teils schmalen Straßen vorbei an Brügge nach Jabbeke. Weiters wurden Eernegem, Aartrijke, Torhout und Lichtervelde durchfahren, ehe der finale Rundkurs nach 91,1 Kilometern erreicht wurde. Dieser musste nach der ersten Zieldurchfahrt, die bei Kilometer 105,4 erfolgte, fünf Mal absolviert werden. Von Ardooie aus ging es zunächst auf schmalen Straßen vorbei am Schloss von Ardooie in Richtung Süden. Auf der N50 wurde bei Sint-Antonius der zweite Zwischensprint in der zweiten Runde ausgefahren (Kilometer 127), wobei sich Aaron Van Poucke durchsetzte. Bei einem Kreisverkehr bogen die Fahrer rechts auf die Grote Roeselarestraat ab, der sie in Richtung Westen folgten, ehe die Izegemsestraat zurück nach Ardooie führte. Auf dieser erfolgte in der vorletzten Runde zwischen dem Kilometer 166 und 167 der „Green Kilometer“. Die Zeitbonifikationen gingen an die Fahrer der Ausreißergruppe, wobei Im Warre Vangheluwe als letzter Fahrer rund vier Kilometer vor dem Ziel gestellt wurde. Im Finale führte die Strecke durch das Zentrum von Ardooie, ehe das Ziel auf der Stationsstraat im Norden der Ortschaft erreicht wurde. Die Etappe endete in einem Massensprint.
| Platz | Fahrer           | Nation | Team                  | Zeit                  |
| ----- | ---------------- | ------ | --------------------- | --------------------- |
| 01.   | Jonathan Milan   | ITA    | Lidl-Trek             | 3:57:17 h (46,9 km/h) |
| 02.   | Jasper Philipsen | BEL    | Alpecin-Deceuninck    | "                     |
| 03.   | Max Walscheid    | GER    | Team Jayco AlUla      | "                     |
| 04.   | Arnaud Demaré    | FRA    | Arkea-B&B Hotels      | "                     |
| 05.   | Gleb Syriza      | RUS    | Astana Qazaqstan Team | "                     |
| 06.   | Jules Hesters    | BEL    | Team Flanders-Baloise | "                     |
| 07.   | Gerben Thijssen  | BEL    | Intermarché-Wanty     | "                     |
| 08.   | Davide Persico   | ITA    | Bingoal WB            | "                     |
| 09.   | Stefan Bissegger | SUI    | EF Education-EasyPost | "                     |
| 10.   | Arnaud De Lie    | BEL    | Lotto Dstny           | "                     |

| Platz | Fahrer                | Nation | Team                    | Zeit       |
| ----- | --------------------- | ------ | ----------------------- | ---------- |
| 01.   | Alec Segaert          | BEL    | Lotto Dstny             | 7:55:17 h  |
| 02.   | Magnus Sheffield      | USA    | Ineos Grenadiers        | + 0:07 min |
| 03.   | Tobias Foss           | NOR    | Ineos Grenadiers        | + 0:11 min |
| 04.   | Tim Wellens           | BEL    | UAE Team Emirates       | + 0:16 min |
| 05.   | Ben Turner            | GBR    | Ineos Grenadiers        | + 0:22 min |
| 06.   | Christophe Laporte    | FRA    | Team Visma-Lease a Bike | + 0:23 min |
| 07.   | Jonathan Milan        | ITA    | Lidl-Trek               | "          |
| 08.   | Maximilian Schachmann | GER    | Red Bull–Bora–Hansgrohe | + 0:27 min |
| 09.   | Alberto Bettiol       | ITA    | Astana Qazaqstan Team   | + 0:28 min |
| 10.   | Rémi Cavagna          | FRA    | Movistar Team           | + 0:30 min |

Etappe 4: Oostburg – Aalter (178,5 km)
Die vierte Etappe startete im niederländischen Oostburg und führte auf flachen Straßen ins belgische Aalter. Nach dem Start wurde ein 13,7 Kilometer langer Rundkurs dreieinhalb Mal befahren. Dieser verlief im Süden des Startorts und führte gegen den Uhrzeigersinn. In der dritten Runde wurde in Oostburg bei Kilometer 36,4 ein Zwischensprint ausgefahren, bei dem sich Jordy Bouts (TDT-Unibet) vor Alex Colman (Flanders-Balosie) und Luca De Meester (Bingoal WB) durchsetzte. Auf den ersten Kilometer zerfiel das Hauptfeld immer wieder in kleine Gruppen, wobei sich zunächst keine Ausreißergruppe formieren konnte. Kurz nach dem Verlassen des Rundkurses wurde die Landesgrenze bei Sint-Margriete überquert, ehe es über Eeklo nach Ursel ging, wo der finale Rundkurs bereits nach 67,6 Kilometern erreicht wurde. Dieser war 47 Kilometer lang und musste nach der ersten Zieldurchfahrt bei Kilometer 84,5 drei Mal absolviert werden. Die Strecke führte zunächst nach Ruiselede, ehe es vorbei am Schloss von Poeke nach Lotenhulle ging. Über Bellem und Zomergem ging es zurück nach Ursel, ehe in der zweiten Runde bei der Kilometermarken 116,4der zweite Zwischensprint auf der N461 nahe der Ursel Air Base ausgefahren wurde. Hier sicherte sich Jan Maas (Jayco AlUla) vor Stefan de Bod (Intermarché-Wanty) und Luca Van Boven (Bingoal WB) die meisten Punkte. Das Trio war Teil einer sechs Fahrer umfassenden Ausreißergruppe, die sich erst spät im Rennen bildete und auch über den „Green Kilometer“ führte. Stefan de Bod sicherte sich dabei dreimal die meiste Zeitgutschrift. Die letzten Kilometer führten über Knesselare und Maria-Aalter nach Aalter, wo sich das Ziel auf der Stratem befand. Der „Green Kilometer“ wurde in der letzten Runde zwischen dem Kilometer 159,6 und 160,6 ausgetragen. Die vierte Etappe wurde von zahlreichen Stürzen überschattet und endete in einem Massensprint, nachdem der letzte Ausreißer acht Kilometer vor dem Ziel gestellt wurde.
| Platz | Fahrer             | Nation | Team                      | Zeit                   |
| ----- | ------------------ | ------ | ------------------------- | ---------------------- |
| 01.   | Jasper Philipsen   | BEL    | Alpecin-Deceuninck        | 3:37:08 h (49,32 km/h) |
| 02.   | Christophe Laporte | FRA    | Team Visma-Lease a Bike   | "                      |
| 03.   | Arnaud De Lie      | BEL    | Lotto Dstny               | "                      |
| 04.   | Paul Penhoët       | FRA    | Groupama-FDJ              | "                      |
| 05.   | Bram Welten        | NED    | Team dsm-firmenich PostNL | "                      |
| 06.   | Phil Bauhaus       | GER    | Bahrain Victorious        | "                      |
| 07.   | Matteo Trentin     | ITA    | Tudor Pro Cycling Team    | "                      |
| 08.   | Jonathan Milan     | ITA    | Lidl-Trek                 | "                      |
| 09.   | Milan Fretin       | BEL    | Cofidis                   | "                      |
| 10.   | Sebastián Molano   | COL    | UAE Team Emirates         | "                      |

| Platz | Fahrer                | Nation | Team                    | Zeit       |
| ----- | --------------------- | ------ | ----------------------- | ---------- |
| 01.   | Alec Segaert          | BEL    | Lotto Dstny             | 11:32:25 h |
| 02.   | Magnus Sheffield      | USA    | Ineos Grenadiers        | + 0:07 min |
| 03.   | Tobias Foss           | NOR    | Ineos Grenadiers        | + 0:11 min |
| 04.   | Tim Wellens           | BEL    | UAE Team Emirates       | + 0:16 min |
| 05.   | Christophe Laporte    | FRA    | Team Visma-Lease a Bike | + 0:17 min |
| 06.   | Jasper Philipsen      | BEL    | Alpecin-Deceuninck      | + 0:21 min |
| 07.   | Ben Turner            | GBR    | Ineos Grenadiers        | + 0:22 min |
| 08.   | Jonathan Milan        | ITA    | Lidl-Trek               | + 0:23 min |
| 09.   | Maximilian Schachmann | GER    | Red Bull–Bora–Hansgrohe | + 0:27 min |
| 10.   | Alberto Bettiol       | ITA    | Astana Qazaqstan Team   | + 0:28 min |

Etappe 5: Menen – Geraardsbergen (202,5 km)
Die fünfte und letzte Etappe startete in Menen und führte über die Flämischen Ardennen nach Geraardsbergen. Die ersten 20 Kilometer wurden auf einem flachen Rundkurs absolviert, der über Halluin und Wevelgem führte. Bei Kilometer 17,3 wurde zudem ein Zwischensprint ausgefahren, bei dem sich Tobias Foss (Ineos Grenadiers) die meisten Punkte sicherte. Im Anschluss setzten sich 21 Fahrer ab und es ging über Aalbeke und Spiere-Helkijn zu den ersten Anstiegen. Innerhalb von rund 45 Kilometern folgten nun die Auffahrten des Kluisberg (92 m), Côte de Trieu (127 m), Hoogbergstraat (161 m), Oude Kruisberg (125 m) und Les Plachettes (121 m). Nach 118,5 Kilometern wurde der finale Rundkurs erreicht, der 25,4 Kilometer lang war und nach der ersten Zieldurchfahrt in Geraardsbergen dreimal absolviert werden musste. Zu Beginn ging es auf die Mauer von Geraardsbergen, die durch die Flandern-Rundfahrt große Bekanntheit erhielt. Der 1,2 Kilometer lange Kopfsteinpflaster-Anstieg weist dabei eine durchschnittliche Steigung von 7,8 % auf, wobei im oberen Teil Rampen jenseits der 10%-Marke befahren werden mussten. Direkt im Anschluss führte die Strecke zum Bosberg (105 m), der bei Kopfsteinpflaster ebenfalls Abschnitte von mehr als 10 % beinhaltete. Nun führte die Strecke weiter Richtung Osten, ehe die Fahrer bei Nieuwenhove links abbogen und nach Zandbergen gelangten. Über Onkerzele ging es im Anschluss auf der leicht ansteigenden Onkerzelestraat zurück Richtung Westen. Geraardsbergen wurde nun im Norden umrundet und die Fahrer gelangten zur 700 Meter langen, gepflasterten Denderoordstraat, die mit einer durchschnittlichen Steigung von 7,5 % die letzte Schwierigkeit des Tages darstellte. Sie wurde 5,6 Kilometer vor dem Ziel das letzte Mal überquert, ehe die Abfahrt auf der breiten N496 erfolgte. Die letzten Meter führten leicht ansteigend auf gepflasterten Straßen ins Zentrum der Stadt, wobei sich das Ziel kurz vor dem Einstieg in die Mauer von Geraardsbergen befand. Bei der ersten Auffahrt wurde auf der Mauer von Geraardsbergen ein Zwischensprint bei Kilometer 126,5 ausgefahren. Der „Green Kilometer“ befand sich in der letzten Runde in der Auffahrt des Bosberg und lag zwischen den Kilometern 180,6 und 182,2.
| Platz | Fahrer             | Nation | Team                            | Zeit                   |
| ----- | ------------------ | ------ | ------------------------------- | ---------------------- |
| 01.   | Arnaud De Lie      | BEL    | Lotto Dstny                     | 4:30:56 h (44,88 km/h) |
| 02.   | Tim Wellens        | BEL    | UAE Team Emirates               | + 0:05 min             |
| 03.   | Valentin Madouas   | FRA    | Groupama-FDJ                    | + 0:17 min             |
| 04.   | Rick Pluimers      | NED    | Tudor Pro Cycling Team          | + 0:20 min             |
| 05.   | Stan Dewulf        | BEL    | Decathlon AG2R La Mondiale Team | "                      |
| 06.   | Matej Mohorič      | SLO    | Bahrain Victorious              | "                      |
| 07.   | Per Strand Hagenes | NOR    | Team Visma-Lease a Bike         | "                      |
| 08.   | Axel Zingle        | FRA    | Cofidis                         | + 0:39 min             |
| 09.   | Christophe Laporte | FRA    | Team Visma-Lease a Bike         | + 0:41 min             |
| 10.   | Paul Penhoët       | FRA    | Groupama-FDJ                    | + 0:43 min             |

| Platz | Fahrer                | Nation | Team                            | Zeit       |
| ----- | --------------------- | ------ | ------------------------------- | ---------- |
| 01.   | Tim Wellens           | BEL    | UAE Team Emirates               | 16:03:42 h |
| 02.   | Alec Segaert          | BEL    | Lotto Dstny                     | + 0:26 min |
| 03.   | Per Strand Hagenes    | NOR    | Team Visma-Lease a Bike         | + 0:31 min |
| 04.   | Christophe Laporte    | FRA    | Team Visma-Lease a Bike         | + 0:37 min |
| 05.   | Stan Dewulf           | BEL    | Decathlon AG2R La Mondiale Team | + 0:41 min |
| 06.   | Jasper Philipsen      | BEL    | Alpecin-Deceuninck              | + 0:43 min |
| 07.   | Ben Turner            | GBR    | Ineos Grenadiers                | + 0:44 min |
| 08.   | Matej Mohorič         | SLO    | Bahrain Victorious              | + 0:47 min |
| 09.   | Maximilian Schachmann | GER    | Red Bull–Bora–Hansgrohe         | + 0:49 min |
| 10.   | Alberto Bettiol       | ITA    | Astana Qazaqstan Team           | + 0:50 min |

## Vergabe der UCI-Punkte
Die Renewi Tour war Teil der UCI WorldTour 2024. Während des Rennens wurden UCI-Punkte vergeben, die sich auf die Platzierung der Fahrer und Mannschaften im UCI Ranking auswirkten. Die Punktevergabe erfolgte nach folgendem Schlüssel:
| Platzierung    | 1.  | 2.  | 3.  | 4.  | 5.  | 6.  | 7.  | 8.  | 9. | 10. | Anmerkung                               |
| -------------- | --- | --- | --- | --- | --- | --- | --- | --- | -- | --- | --------------------------------------- |
| Gesamtwertung  | 400 | 320 | 260 | 220 | 180 | 140 | 120 | 100 | 80 | 68  | gestaffelt bis zum 60. Platz (2 Punkte) |
| Punktewertung  | 8   | —   | —   | —   | —   | —   | —   | —   | —  | —   |                                         |
| Etappenwertung | 50  | 30  | 25  | 20  | 15  | 10  | 8   | 6   | 3  | 1   |                                         |
| Gesamtwertung  | 8   | —   | —   | —   | —   | —   | —   | —   | —  | —   | Gesamtführender nach jeder Etappe       |

## Wertungen im Verlauf
| Etappe         | Etappensieger    | Gesamtwertung  | Punktewertung    | Nachwuchswertung | aktivster Fahrer | Teamwertung             |
| -------------- | ---------------- | -------------- | ---------------- | ---------------- | ---------------- | ----------------------- |
| 1              | Jonathan Milan   | Jonathan Milan | Jonathan Milan   | Arnaud De Lie    | Jordy Bouts      | Lidl-Trek               |
| 2              | Alec Segaert     | Alec Segaert   | Alec Segaert     | Alec Segaert     | Jordy Bouts      | Ineos Grenadiers        |
| 3              | Jonathan Milan   | Alec Segaert   | Jonathan Milan   | Alec Segaert     | Jordy Bouts      | Ineos Grenadiers        |
| 4              | Jasper Philipsen | Alec Segaert   | Jasper Philipsen | Alec Segaert     | Jordy Bouts      | Ineos Grenadiers        |
| 5              | Arnaud De Lie    | Tim Wellens    | Jasper Philipsen | Alec Segaert     | Jordy Bouts      | Team Visma-Lease a Bike |
| Wertungssieger | Wertungssieger   | Tim Wellens    | Jasper Philipsen | Alec Segaert     | Jordy Bouts      | Team Visma-Lease a Bike |